# Cattedrale di San Michele (Veszprém)
La cattedrale di San Michele (in ungherese: Szent Mihály-székesegyház) è la chiesa cattedrale dell'arcidiocesi di Veszprém, si trova nella città di Veszprém, in Ungheria.

## Storia
Reperti archeologici suggeriscono che nell'anno 1001 sul sito sorgeva già una chiesa, menzionata in documenti conservati presso l'abbazia di Pannonhalma.
Nel 1380, dopo un incendio, la cattedrale fu ricostruita in stile gotico e dedicata nel 1400. A questo periodo risalgono parti della cripta ancora oggi esistente. L'edificio è stato in seguito parzialmente distrutto durante l'occupazione turca.
Nel XVIII secolo la chiesa è stata restaurata in stile romanico e gotico, gli elementi barocchi superstiti sono stati eliminati nel restauro del 1907-1910. Tra il XVIII ed il XIX secolo la cattedrale ha ospitato eventi musicali come le esecuzioni di opere di famosi compositori europei come Wolfgang Amadeus Mozart, Joseph Haydn e Ludwig van Beethoven.
Nel 1981 la cattedrale è stata elevata da papa Giovanni Paolo II al rango di basilica minore. Nel 1993 è divenuta cattedrale metropolitana e ha ricevuto dal monastero di Niedernburg reliquie della Regina Gisela, consorte di Stefano I, venerata come beata dalla chiesa cattolica e considerata la fondatrice della chiesa.